# Louis C.K.
Louis Szekely, (Washington, D.C., 12. rujna 1967.), poznatiji pod umjetničkim imenom Louis C.K., je američki stand-up komičar, scenarist i glumac mađarskog podrijetla. Nagrađivan je više puta kao i nominiran za različite Emmyje.
Louis C.K. je tvorac, scenarist i glavna uloga u TV-seriji Louie koja se prikazuje na kanalu FX u SAD-u.

## Filmografija (izbor)

### Kao glumac
- 2006. – 2007. - Lucky Louie
- 2009. – 2012. - Parks and Recreation
- 2010. – 2012. - Louie

### Kao redatelj
- 2001. - Pootie Tang

## Nagrade
- 1999. Louis C.K. je nagrađen kao scenarist zajedno sa svojim suradnicima Emmyjem za najbolji scenarij s The Chris Rock Show.
- 2011. dobiva Satellite Awards u kategoriji Best Actor in a Series, Comedy or Musical.
- 2012. dobiva Grammy u kategoriji Best Comedy Album za album Hilarious.

## Vanjske poveznice
- | Logotip Zajedničkog poslužitelja | Zajednički poslužitelj ima još gradiva o temi Louis C.K. |
- Službena stranica Louisa C.K.-a
- Louis C.K. u internetskoj bazi filmova IMDb-u (engl.)